# سبت النابور
سبت النابور هي قرية أمازيغية مغربية وجماعة قروية وسط غربي المغرب. تنتمي سبت النابور لإقليم سيدي افني على الساحل الأطلسي. تضم هذه الجماعة القروية 8.329 نسمة (إحصاء رسمي 2004).